# Ciríaco de Ganzaca
Ciríaco de Ganzaca (Կիրակոս Գանձակեցի; ca. 1200/1202 - 1271) foi um historiador armênio do século XIII. Foi o autor de uma História dos Armênios, uma história que vai do século IV ao XII, acompanhada por uma descrição detalhada dos acontecimentos de sua época. A obra concentra-se principalmente na história da Armênia medieval, do Cáucaso e do Oriente Próximo, e é uma fonte primária para o estudo das invasões mongóis; também contém a primeira lista atestada de palavras [[língua mongol|mongóis. Foi traduzido nomeadamente para latim, francês e russo.

## Vida

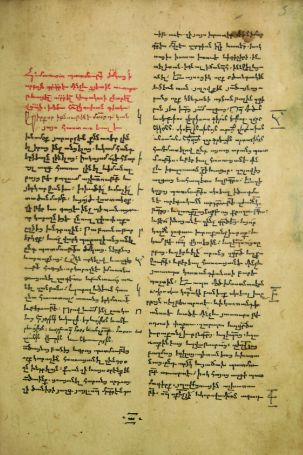
Cópia manuscrita de 1664 da primeira página da História dos Armênios

Ciríaco nasceu por volta de 1200 na região de Ganzaca (a moderna região azerbaijana de Ganja) na histórica Armênia e começou seus estudos no Mosteiro de Goxe (onde conheceu e fez amizade com Vardanes de Arevel). Aluno do vardapetes João Vanacã (discípulo de Mequitar Goxe), acompanhou-o em 1215 com os seus colegas estudantes até o Mosteiro de Coranaxate, em Tavuxe. Durante as invasões mongóis da década de 1230, Ciríaco e seu mentor foram capturados em 1236. Eles então serviram aos mongóis como secretários; durante este período, Ciríaco aprendeu mongol, o que lhe permitiu compilar uma lista de 55 palavras mongóis juntamente com o seu significado em armênio. Durante o verão de 1236, Vanacã foi libertado mediante o pagamento de um resgate e Ciríaco conseguiu escapar; ambos retornam para Goxe. Quando Vanacã morreu em 1251, Ciríaco retomou suas funções e tornou-se professor. Em 1255, foi recebido em audiência pelo rei da Cilícia Hetum I em Vardenis (Aragatsotn), retornando de uma visita ao grão-cã Mangu Cã (r. 1251–1259), e informou-o de suas atividades do vardapetes na região. Além de algumas estadias na Cilícia, Ciríaco permaneceu em Goxe até sua morte em 1271, onde foi enterrado.

## Obra
Ciríaco escreveu diversas obras, sendo a principal delas a sua História dos Armênios, iniciada em 19 de maio de 1241 e concluída em 1265. Cerca de 47 cópias dos 65 capítulos da História dos Arménios sobreviveram e estão preservadas no Matenadaran em Erevã, bem como em vários museus em Viena, Londres, Paris e São Petersburgo. Ciríaco também escreveu um menológio (lista de santos).